# Вельцен, Мод
Мод Вельцен (нидерл. Maud Welzen; родилась 13 ноября 1993, Бек) — голландская модель.

Родилась в Голландии, в 2008 году переехала в Париж. Профессиональную карьеру начала в 2010 году подписав контракт с агентством DNA Models. Первым серьёзным показом модели было шоу Margaret Howell в Лондоне, где она дефилировала для домов Burberry и Christopher Kane,.
В различное время принимала участие в показах: Phillip Lim, Anteprima, Belstaff, Bill Blass, Bottega Veneta, CÃ©dric Charlier, Chanel, Christian Dior, Costume National, Dolce & Gabbana, Edun, Emilio Pucci, Gucci, Guy Laroche, Iceberg, J. Mendel, John Galliano, Lacoste, Marchesa, Michael Kors, Moschino, Philosophy di Alberta Ferretti, Prabal Gurung, Rag & Bone, Ralph Lauren, Sacai, Salvatore Ferragamo, Theyskens' Theory, Tommy Hilfiger, Valentin Yudashkin, Valentino и других.
В 2012, 2014 и 2015 годах была приглашена на итоговые показы компании «Victoria’s Secret».